# Kamieniczki

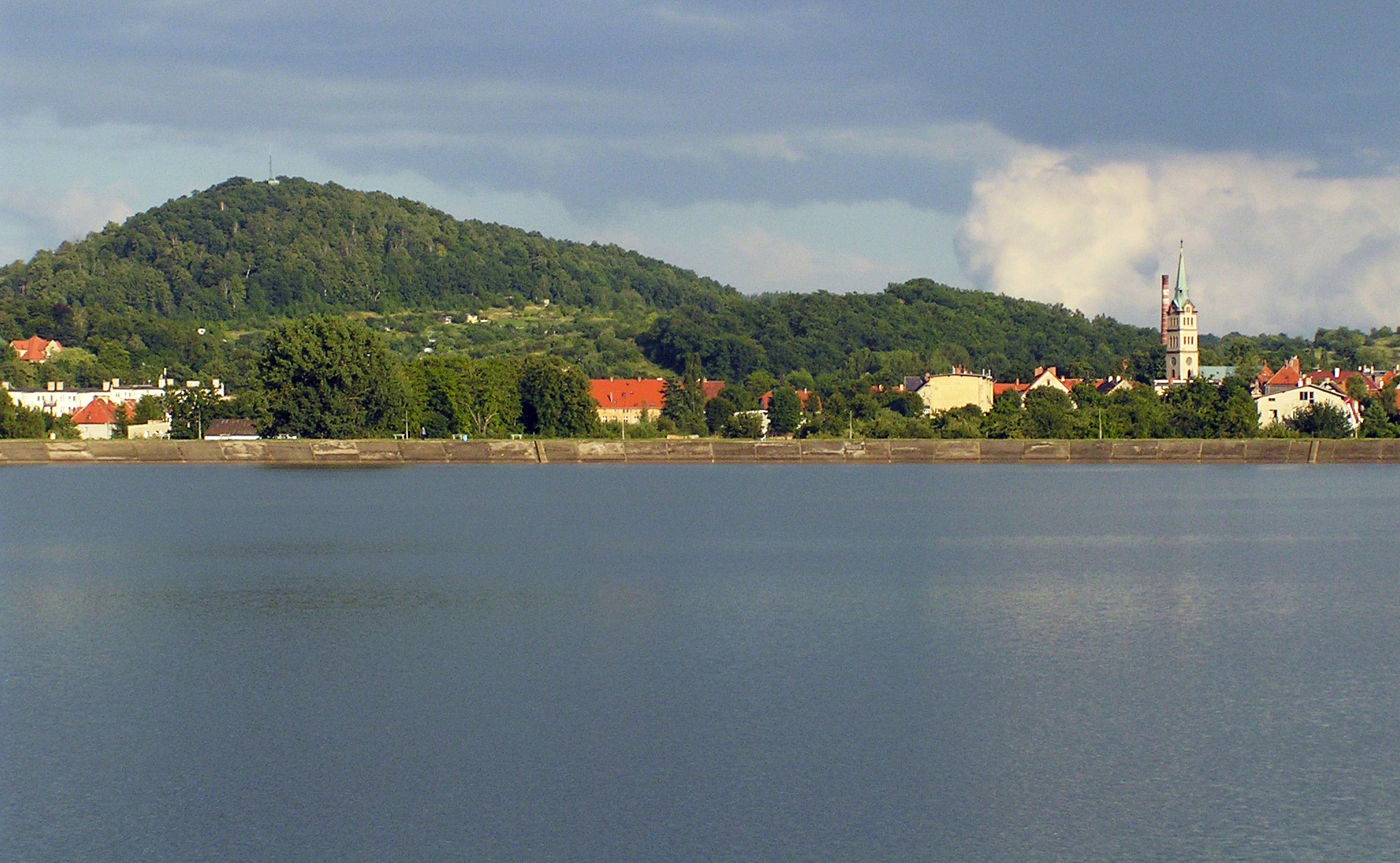
Jezioro Bielawskie w Kamieniczkach

Kamieniczki – dawna wieś, obecnie dzielnica Bielawy, położona w województwie dolnośląskim, w powiecie dzierżoniowskim, w gminie miejskiej Bielawa.

## Położenie
Kamieniczki leżą na zachodnim skraju Bielawy, na granicy Gór Sowich i Przedgórza Sudeckiego, u wylotu Doliny Kamiennej, na wysokości około 350–410 m n.p.m.

## Podział administracyjny
W latach 1975–1998 miejscowość należała administracyjnie do województwa wałbrzyskiego.

## Historia
Najprawdopodobniej w XVIII wieku na tym terenie istniała leśniczówka, natomiast w 1778 roku zbudowano tu wapiennik, w którym przerabiano surowiec wydobywany w Dolinie Wapiennej. Kamieniczki powstały w XIX wieku jako letniskowa kolonia Bielawy. Wzniesiono tu wtedy osiedle willowe i duży zespół budynków pensjonatowych, gospodę i schronisko młodzieżowe. W 1900 roku przez miejscowość przeprowadzono linię kolejową, co przyczyniło się do dalszego rozwoju miejscowości. Utworzono tu kąpielisko, a w okolicy wytyczono trasy turystyczne. Po 1945 roku Kamieniczki utraciły charakter letniskowy ponieważ zespół pensjonatów przekształcono w duży zespół sanatoriów przeciwgruźliczych. W 1973 roku zbudowano tu Jezioro Bielawskie o powierzchni około 25 ha. Na jego brzegu znajduje się ośrodek wypoczynkowy, basen, plaża, boisko sportowe i lokale gastronomiczne.

## Zabytki
Na ulicy Korczaka zachował się zespół charakterystycznych budynków pensjonatowo-willowych pochodzących z XIX i XX wieku, mających cechy secesji i historyzmu.